# Neffex
Neffex (estilizado como NEFFEX) es un proyecto musical estadounidense de Bryce Savage (nacido como Brandon Christopher Horth) que originalmente incluía a Cameron Wales. Produjeron remixes y canciones originales caracterizadas por una mezcla de géneros de  música electrónica, rap, rock, y trap. Antes de que Savage continuara con el proyecto por su cuenta, escribió letras y cantó mientras Wales creaba instrumentales y realizaba la edición. Han lanzado muchas de sus canciones libres de regalías bajo la licencia de Creative Commons, que han aparecido en medios de creadores de contenido a nivel mundial.

## Carrera

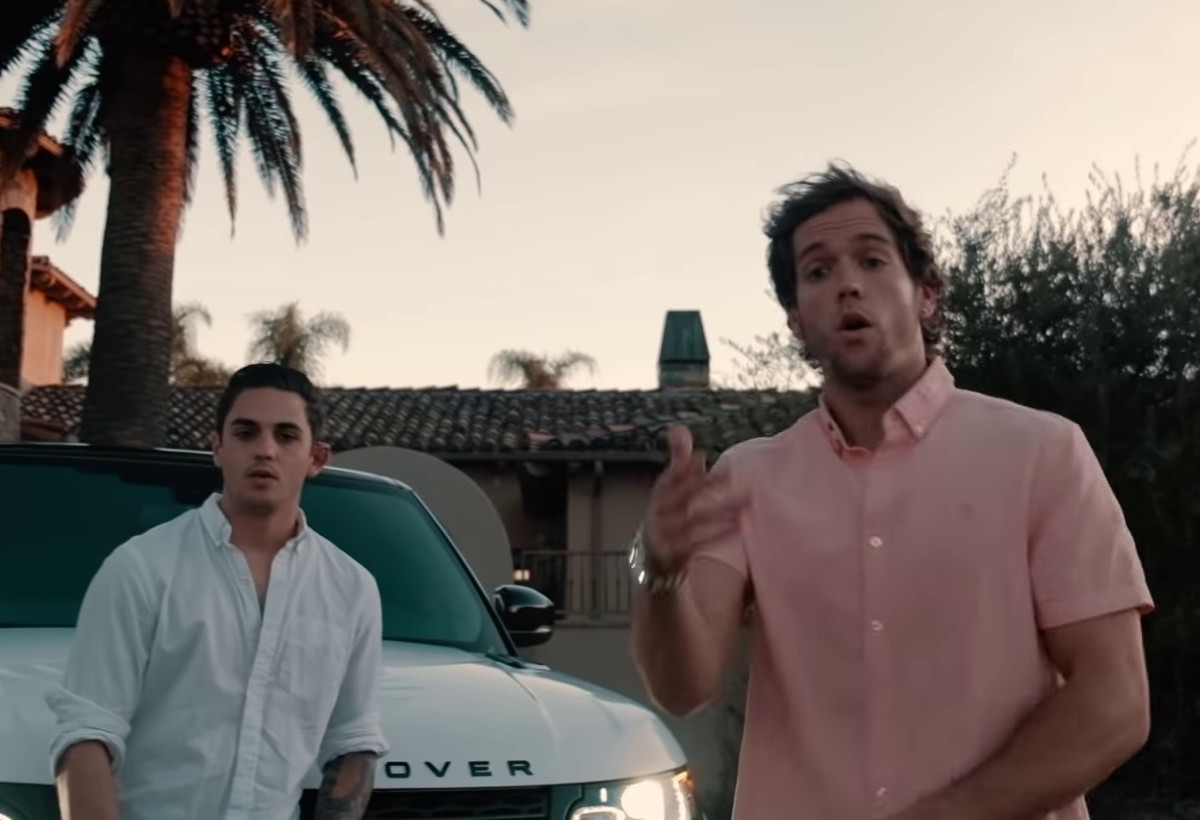
Cameron Wales y Bryce Savage, de izquierda a derecha

Savage y Wales se conocieron en la escuela secundaria cuando tenían 15 años. En ese momento, estaban involucrados en una banda de punk rock. A partir de entonces, ambos abandonaron la banda y comenzaron a hacer su propia música. Sin embargo, esta aún no fue la creación de Neffex. Después de la secundaria, Wales se mudó a Los Ángeles y se distanció de Savage durante la universidad. Cuando Savage estaba en el último año de la universidad, habló con Wales y notaron que ambos estaban haciendo música en su tiempo libre. Después de la universidad, en 2014, se juntaron de nuevo en el condado de Orange y crearon el nombre "NEFFEX" y el símbolo del zorro. En su canal de YouTube, Savage exclamó que el símbolo del zorro no era la intención original, sino que quería hacer algo que fuera fácil de replicar similar al infame estilo "cool S", por lo que consta de tres triángulos.
En 2017, el dúo se propuso lanzar 100 canciones en 100 semanas. Todas las canciones lanzadas para este desafío están libres de regalías.
El 16 de octubre de 2019 lanzaron su primer Extended Play titulado Q203, llamado así por el apartamento donde grabaron sus primeras canciones. El álbum tiene seis canciones: When I Was Young, Without You, It's My Life, Sunday, Primal y Want Me.
El 25 de septiembre de 2020, lanzaron su álbum debut titulado "New Beginnings" con ROZES, Jez Dior y MASN. El álbum tiene 16 canciones: Sometimes, Be Somebody, New Beginnings, Scars, I've been Let Down, Hell Won't Take Me, I Wanna Play A Game, Don't Hate Me, Mind Reader, Unavailable, When It Flows., ¡WOW!, Worst of you, Closer to Heaven, Space y I'll be fine.
El 6 de julio de 2021, decidieron separarse mutuamente y cada uno se centró en proyectos en solitario y Wales dejó NEFFEX.
El 7 de julio de 2021, Savage estableció un desafío para lanzar 100 canciones en 100 semanas nuevamente y, al igual que antes, todas las canciones lanzadas para este desafío están libres de regalías.
El 13 de enero de 2023, el sencillo "Fight Back" de NEFFEX fue certificado RIAA Gold.
El 24 de marzo de 2023, Bryce Savage publicó las fechas de la gira "Born a Rockstar: The World Tour" en https://www.neffexmusic.com/tour. Abarca 25 ciudades de Europa, Canadá y EE.UU. Se espera que la gira se realice de septiembre a diciembre de 2023.
El 28 de abril de 2023, Bryce Savage hizo una colaboración con el sello discográfico NoCopyrightSounds (NCS), dicha colaboración ha sido pedida por los fans desde hace mucho tiempo, lanzando así su canción número 94 en la segunda ronda de "100 canciones en 100 semanas" titulada como "Desperate".
Se espera que Savage concluya su última versión de sencillos "100 canciones en 100 semanas" sin derechos de autor el 7 de junio de 2023, sin embargo, ha declarado que continuará con los lanzamientos de manera constante.

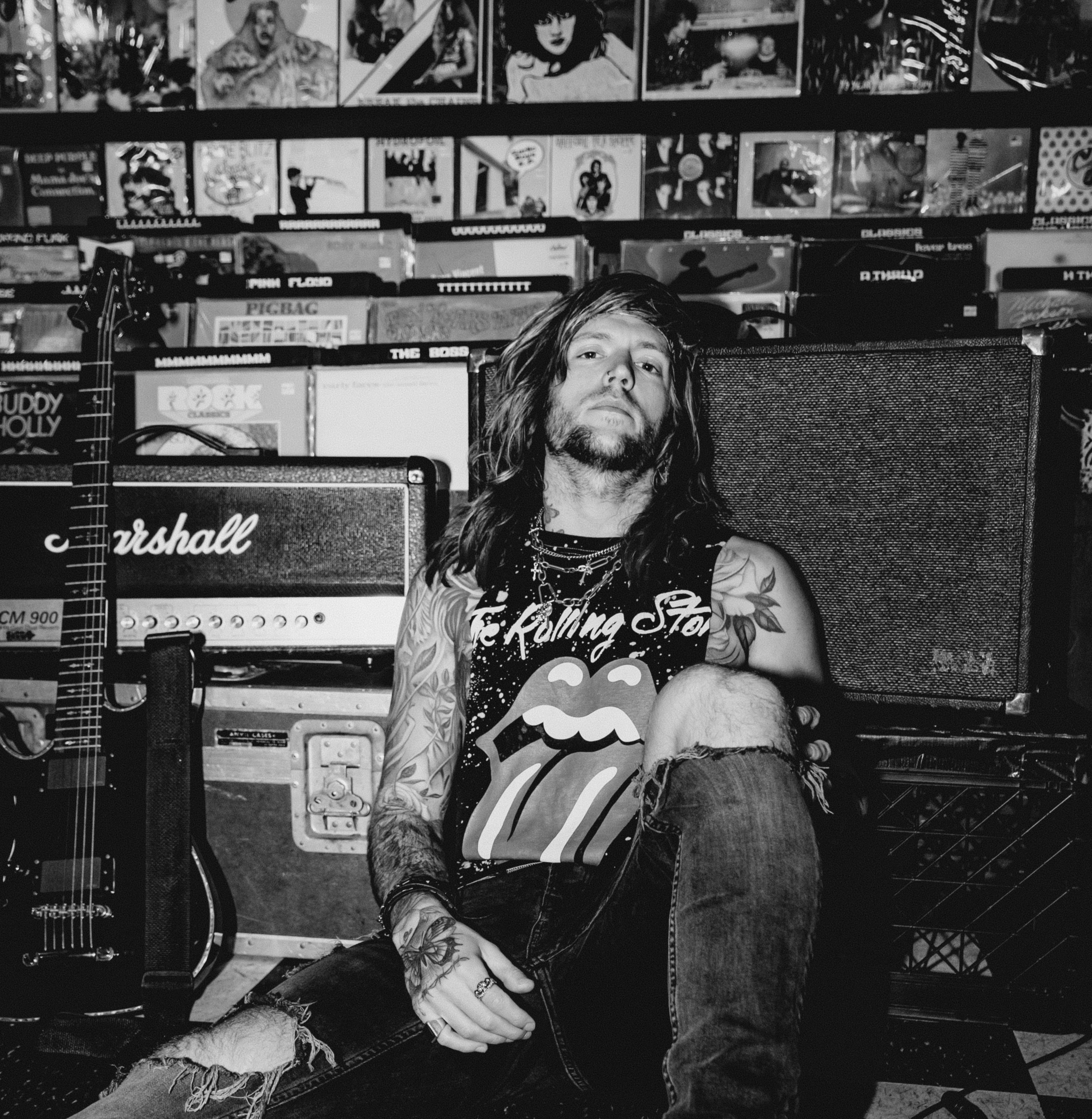
Bryce Savage en NEFFEX, 2023.

## Discografía
- Say My Name (2025)
- Wake Up (2025)
- The Friends Inside My Head (Demo) (2024)
- Desperate (Tokyo Machine Remix) (2024)
- Take Control (2024)
- Michael Jordan (2024)
- Warrior (2024)
- Stand Up (2024)
- Learning to Go (2024)
- Better on Your Own (2024)
- Afterlife (2024)
- Things I'll Never Miss (2024)
- Where Did You Go? (2024)
- Rush (2024)
- Take Off (2024)
- Give Me a Sign (2024)
- I Want More (Freestyle) (2023)
- Never Back Down (2023)
- CEO (2023)
- Rare (2023)
- Change (2023)
- Modest (2023)
- Brave (2023)
- Courageous (2023)
- This Is Our Calling (2023)
- Take It (2023)
- Honor (2023)
- Beast (2023)
- Villains and Heroes (2023)
- Find My Way Out (2023)
- I Will Be the Best (2023)
- Undefeated (2023)
- Brawl (2023)
- The Plague (2023)
- Victorious (2023)
- Seeing all Red (2023)
- Desperate (2023)
- The Curse (2023)
- This is War (2023)
- Haunt (2023)
- I Won't Stop (2023)
- Fearless (2023)
- The King is Dead (2023)
- Collapse (2023)
- Tough Times (2023)
- Made for This (2023)
- A Place for Me (2023)
- Conviction (2023)
- Before I'm Gone (2023)
- Never Gonna Stop (2023)
- At the top (2023)
- Inside (2023)
- POTUS (2023)
- Get Out My Way (2022)
- This Is Not a Christmas Song - Ryan Oakes (2022)
- Back One Day (Outro Song) - TheFatRat (2022)
- New Year, New Me (2022)
- Stay Strong (Sophia's Song) (2022)
- The Rain (2022)
- Fever Dream (2022)
- Choose It (2022)
- Rise (2022)
- Purpose (2022)
- Big Swing (2022)
- Legendary (2022)
- Make Moves (2022)
- No Retreat (2022)
- Leading (2022)
- Ready To Kill (2022)
- Till My Hands Bleed (2022)

| - War (ft. NEFFEX) - Bazanji (2022) - My Mind (2022) - Pinky Promise (2022) - You Will Never See Me Coming (2022) - 6 Shots (2022) - Anxiety (2022) - Changing (2022) - Till I'm On Top (2022) - What You Gonna Be (2022) - They Call Me A God (2022) - Chasing (2022) - Losing My Mind (2022) - My Way (2022) - Secrets (ft. Neffex) - PLVTINUM (2022) - Don't Let Go (2022) - Night Rider (ft. Neffex) - Frank Zummo (2022) - Sober (ft. Neffex) - Josh A (2022) - Catch Me If I Fall (2022) - Tell Me What You Want (2022) - A Little F*cked Up (2022) - Price Tag (2022) - Till I'm Free (2022) - Play Dead (2022) - As You Fade Away (2022) - Ruthless (2022) - Good Day (Wake Up) (2022) - Go! (2022) - Take Me Back (2022) - Better Days (2022) - Winning (2022) - Built To Last (2022) - Enough (2022) - Get Through (2022) - Immortal (2022) - I Just Wanna Be Great (2022) - No Filter (2022) - Retribution (2022) - Statement (2022) - Tough (2022) - A Year Ago (2021) - Addict (2021) - Believe (2021) - Bite Me (2021) - Born A Rockstar (2021) - Don't Wanna Let Myself Down (2021) - Dreaming On (2021) - FOYF (2021) - Free Me (2021 - 2022) - Go Down Swinging (2021) - How's It Supposed To Feel (2021) - Hustlin (2021) - Inspired (2021) - IT'S ONLY WORTH IT IF YOU WORK FOR IT (2021) - Just Breathing (2021) - Manifest It (2021) - No Turning Back (2021) - Revolution (2021) - Something You Could Never Own (2021) - Til I Hear'em Say (2021) - Till I Let Go (2021) - Tell Me That I Can't (2021) - The Itch Ft. Josh A (2021) - THAT'S WHAT IT TAKES (2021) - This Is Not A Christmas Song (2021) | - All These Thoughts (2018) - A Feeling (2018) - Alive (2018) - Baller (2017) - Best Of Me (2017) - Badass (2017) - Blow Up (2017) - Bros B4 Hoes (2017) - Backstage (2017) - Blessed (2018) - Broken Dreams (2018) - Best Of Me (Barren Gates Remix) (2019) - College (Lost Song) (2016) - Crown (2017) - Careless (2017) - Can't Lose (2018) - Chance (2018) - Comeback (2018) - Climb (2018) - Cold (2018) - Coming For You (2019) - Cold In The Water (2019) - Cold (Elijah Hill Remix) (2019) - 100 (Count It) (2019) - Dream Catcher (2017) - Destiny (2017) - Dance Again (2017) - Damn Gurl (2018) - Deep In The Game (2018) - Deep Thoughts (2018) - Dangerous (2018) - Destiny (Equanimous Remix) (2019) - Flirt (2017) - Failure (2017) - First Time (2017) - Fight (2017) - Fight Back (2017) - Fear (2018) - Fight Back (BLENDER Remix) (2018) - Fight Back (Licka Rish Remix) (2018) - Fight Back (Barren Gates Remix) (2018) - Forget'Em (2018) - Fade Away (2018) - Fall Asleep (2018) - Fight Back (RMND Remix) (2019) - Greatest (2017) - Gossip (2017) - Gibberish (2018) - Graveyard (2018) - Go Hard (2018) - GOT THIS (2018) - Grateful (2018) - Grateful (Airmow Remix) (2019) - Head Down (2017) - Hey Yea (2017) - Hungover (2017) - Hometown (2017) - Home (2018) - Hate It Or Love It (2018) - Hope (2018) - Hype (2018) - Here To Stay (2019) - If JAUZ Played Guitar (2016) - It's Just Not Fair (2018) - Jingle Bells (NEFFEX Remix) (2016) - Judge (2017) - Killa (2016) - Keep Dreaming (2018) - Lit (2017) - Light It Up (2017) - Let Me Down (2017) - Life (2017) - Lost Not Found (2018) - Lost Within (2018) - Lose My Mind (2019) - Messed Up (2016) - Memories (2016) - Mirror (2018) - Mystify (2018) - Merry Litmas (2018) - Make It (2018) - Mirror (BLENDER Remix) (2019) - Myself (2019) - Never Give Up (2017) |